# Carré rouge (Malevitch)
Pour les articles homonymes, voir Carré rouge.
Carré rouge — ou Réalisme pictural d'une paysanne en deux dimensions — est un tableau réalisé en 1915 par Kasimir Malevitch, artiste ukrainien de parents polonais. D'un format carré, cette huile sur toile de 53 centimètres de côté représente, sur un fond blanc, un quadrilatère de couleur rouge s'approchant lui-même d'un carré. L'œuvre est conservée au Musée russe, à Saint-Pétersbourg, en Russie.